# ذفاليات
الذفاليات (الاسم العلمي: Brodiaeoideae)، فُصيلة نباتات من الهليونيات وفصيلة الهليونية. تضم 12 جنسًا، مواطنها في أمريكا الوسطى وغرب أمريكا الشمالية، من كولومبيا البريطانية إلى غواتيمالا.